# Carne de Sol (minissérie)

Carne de Sol é uma minissérie brasileira produzida e exibida pela Rede Bandeirantes em 1986, em 4 capítulos, escrita por Orlando Senna e dirigida por Dilma Lóes e Mário Márcio Bandarra.

## Elenco
- Carlos Vereza
- Ângela Leal
- Jonas Bloch
- Dira Paes

## Sinopse
A história faz uma crítica ao imperialismo cultural da televisão no Nordeste brasileiro, ao descrever a vida de uma moça nordestina viciada em televisão. O aparelho traz uma série de fatos que levam a menina a loucura.